# Lenno
Lenno là một đô thị ở tỉnh Como trong vùng Lombardia, có cự ly khoảng 60 kilômét (37 mi) về phía bắc của Milano và khoảng 20 kilômét (12 mi) về phía đông bắc của Como. Tại thời điểm ngày 31 tháng 12 năm 2004, đô thị này có dân số 1.800 người và diện tích là 9,6 km².
Lenno giáp các đô thị: Bellagio, Bene Lario, Grandola ed Uniti, Lezzeno, Mezzegra, Ossuccio, Porlezza, Tremezzo.